# Phoebe Atwood Taylor
Pour les articles homonymes, voir Taylor et Tilton.
 (juillet 2019).
Si vous disposez d'ouvrages ou d'articles de référence ou si vous connaissez des sites web de qualité traitant du thème abordé ici, merci de compléter l'article en donnant les références utiles à sa vérifiabilité et en les liant à la section « Notes et références ».
Phoebe Atwood Taylor, née le 18 mai 1909 à Boston, Massachusetts, et morte dans la même ville le 9 janvier 1976, est un auteur américain de roman policier. Elle a également publié une série policière sous le pseudonyme Alice Tilton.

## Biographie
Phoebe Atwood Taylor passe son enfance à Boston, mais s'installe provisoirement à New York pour ses études, complétées en 1930. De retour dans sa ville natale, elle publie dès 1931 son premier roman policier, The Cape Cod Mystery, où apparaît le détective privé Asey Mayo, héros d’une vingtaine de titres qui rencontrent un franc succès en Amérique. Il s’agit de whodunits bien ficelés qui ont pour toile de fond la Nouvelle-Angleterre et, tout particulièrement, les régions côtières du Massachusetts. Les ancêtres de Mayo, comme ceux de sa créatrice, font partie des premiers pionniers débarqués à Cape Cod vers 1620. C'est dire qu'à ce titre, le limier yankee mène ses enquêtes avec une droiture morale inébranlable que tempère un sens de l'humour constant. Parfois surnommé The Codfish Sherlock, par allusions à la morue pêchée sur la Côte Est des États-Unis et au personnage britannique de Sherlock Holmes, Asey Mayo a d’abord été marin et cuisinier sur plusieurs navires et c’est un meurtre commis à bord de l’un d’eux qui lui a permis d’exercer une toute première fois ses talents de déduction. Depuis, il poursuit sa carrière de détective et devient également pilote d'essai à partir de 1939. 
Sous le pseudonyme d’Alice Tilton, Taylor a publié une autre série mettant en scène Leonidas Witherall, un professeur de littérature surnommé Will Shakespeare par ses proches, en raison de sa ressemblance avec le grand dramaturge anglais. Witherall écrit à temps perdu la série policière du lieutenant Haseltine, une source d’inspiration pour résoudre les énigmes, qui ne cessent de venir troubler la quiétude de sa retraite. 
Phoebe Atwood Taylor décède d’une crise cardiaque le 9 janvier 1976.

## Œuvre

### Romans

#### SérieAsey Mayo
- The Cape Cod Mystery (1931)
- Death Lights a Candle (1932)
- The Mystery of the Cape Cod Players (1933)
- The Mystery of the Cape Cod Tavern (1934)
- Sandbar Sinister (1934)
- Deathblow Hill (1935)
- The Tinkling Symbol (1935) Publié en français sous le titre La Falaise de la mort, Paris, Librairie des Champs-Élysées,  Le Masque no 425, 1952
- The Crimson Patch (1936)
- Out of Order (1936)
- Figure Away (1937)
- Octagon House (1937) Publié en français sous le titre Le Mystère d’Octagon House, Paris, Morgan, Série rouge no 32, 1949
- The Annulet of Gilt (1938)
- Banbury Bog (1938)
- Spring Harrowing (1939)
- The Criminal C.O.D. (1940)
- The Deadly Sunshade (1940) Publié en français sous le titre Encore vous, madame Vinaigrette ?, Paris, Morgan, Série rouge no 33, 1949
- The Perennial Boarder (1941)
- The Six Iron Spiders (1942)
- Going, Going, Gone (1943)
- Proof of the Pudding (1945)
- Punch with Care (1946)
- Diplomatic Corpse (1951)

#### SérieLeonidas Witherallsignée Alice Tilton
- Beginning with a Bash (1937)
- A Cut Direct (1938)
- Cold Steal (1939)
- The Left Leg (1940)
- The Hollow Chest (1941)
- File for Record (1943)
- Dead Ernest (1944)
- The Iron Clew ou The Iron Hand (1947)

#### Roman signé Freeman Dana
- Murder at the New York World’s Fair (1938)

### Nouvelles et courts romans

#### Recueils de courts romans de la sérieAsey Mayo
- Three Plots for Asey Mayo (1942)
- The Asey Mayo Trio (1946)

#### Nouvelles isolées
- The Riddle of Volume Four (1933)
- Mystery of the Wander Bird (1939)
- The Headacre Plot (1941)
- The Disappearing Hermit (1946)
- Swan-Boat Murders (1946)
- Deadly Festival (1948)
- Murder in the Antique Shop (1949)